# Chaetocercus
Genre
Chaetocercus est un genre d'oiseaux-mouches (la famille des Trochilidés) de la sous-famille des Trochilinae et de la tribu des Mellisugini.

## Liste des espèces
D'après la classification de référence (version 5.1, 2015) du Congrès ornithologique international, ce genre est constitué des espèces suivantes (par ordre phylogénique) :
- Chaetocercus mulsant – Colibri de Mulsant
- Chaetocercus bombus – Colibri bourdon
- Chaetocercus heliodor – Colibri d'Héliodore
- Chaetocercus astreans – Colibri des Santa Marta
- Chaetocercus berlepschi – Colibri de Berlepsch
- Chaetocercus jourdanii – Colibri de Jourdan